# Герман III (граф Веймар-Орламюнде)
Герман III (ок. 1230 — 1283) — граф Веймар-Орламюнде из рода Асканиев. Старший сын Германа II и Беатрисы Андекс-Меранской.

## Биография
После смерти отца Герман III и его брат Оттон III правили графством совместно (их резиденцией был Плассенбург). В 1278 году они решили разделить свои владения. Оттон получил Веймар и Плассенбург, Герман — Орламюнде.
В 1283 году Герман умер от чумы.

## Семья
Имя его жены не известно. Дети:
- Елизавета Старшая (ум. до 24 марта 1333), мужья: Гертман I фон Лобдебург-Арнсаук (ум. 20.02.1289), мейсенский маркграф Альбрехт II (ум. 20.11.1315)
- Герман V (до 1283 — после 1312)
- Генрих III (ум. после 26 марта 1354) — преемник отца в качестве графа Орламюнде
- Елизавета Младшая (ум. 17 марта 1319) — монахиня Вайсенфельсского монастыря.